# Sivagiri (ort i Indien, Erode)
Sivagiri är en ort i Indien.   Den ligger i distriktet Erode och delstaten Tamil Nadu, i den södra delen av landet, 1 900 km söder om huvudstaden New Delhi. Sivagiri ligger 196 meter över havet och antalet invånare är 16 779.
Terrängen runt Sivagiri är platt, och sluttar österut. Runt Sivagiri är det tätbefolkat, med 881 invånare per kvadratkilometer. Sivagiri är det största samhället i trakten. Trakten runt Sivagiri består till största delen av jordbruksmark.